# Hjärne
Hjärne eller Hiärne är en svensk adelsätt. En gren av ätten utvandrade till USA där den fortlever.[källa behövs] I Finland utslocknade ätten på svärdssidan 1880 och på spinnsidan 1905 med änkefriherrinnan Wilhelmina Hjärne, men är fortlevande och representerad i Sverige. 
Den 31 december 2021 var 125 personer med efternamnet Hjärne folkbokförda i Sverige. I Finland, den 23 januari 2023, var 8 personer med efternamnet folkbokförda.

## Legenden om ättens ursprung
Gabriel Anrep berättar om släktens mytiska ursprung. Enligt den äldsta släktlegenden skulle ättens stamfader ha varit en skald Hjarne hos sagokungen Frode Fredegod av Danmark, som skulle ha givits danska kronan för en sång han skrev men fördrivits av Frodes son Fredleif till Jutland. Hjarne skulle ha dödats av Fredleif och hans barn skulle ha flytt till Norge där de skulle ha varit häradskonungar fram till Harald Hårfagers tid. Enligt samma sagotradition skulle den svenska drottningen Ulvhild Håkansdotter ha tillhört ätten Hjärne, liksom Erengisle Sunesson som enligt Gabriel Anrep faktiskt kallas Hjärne i Svea Rikes Rådslängd.
Allt detta måste betraktas som sagor. Gabriel Anrep anger en släkthärledning tillbaka till en Johan Hyärna som 1361 skulle ha tillhört Norges rikes råd och därför befann sig i Greifswald, och enligt Anrep förde en svart båt och en kvast i sitt vapen, och var gift med en av ätten Oxenstierna. Dennes ättling i Anreps ättartavlor, Erik Månsson Hjärne, skulle ha varit hövitsman hos Gustav Vasa, och Anrep uppger att släkthärledningen från denne är bortom varje tvivel, samt att denne skulle ha talrika ättlingar i trakten runt Fröbol. Modern forskning och Hans Gillingstam menar dock att denna släkts fädernehärstamning med all sannolikhet dog ut med Eilif Hiärne som levde 1470.
Nuvarande ättens äldste belagde medlem var bosatt i Fröbol, i Älgå socken, Värmland. Riddarhuset uppger att ättens äldsta stamfader är en nämndeman Jon Torstensson (död tidigast 1608) som blev far till Erlandus Jonæ (1596–1654) som var kyrkoherde i Nyen och prost över Nöteborgska kretsen. Som fader till denne uppger Anrep i stället Joen Eriksson Hjärne som miste sitt frälse för lojalitet med kung Erik XIV. I Anreps ättartavlor skulle denne, vars patronymikon skiljer sig från det som Riddarhuset uppger, på kvinnosidorna härstamma från de adliga ätterna Thott, tillbakaseende Ulf och Fleming.

## Ättens historia

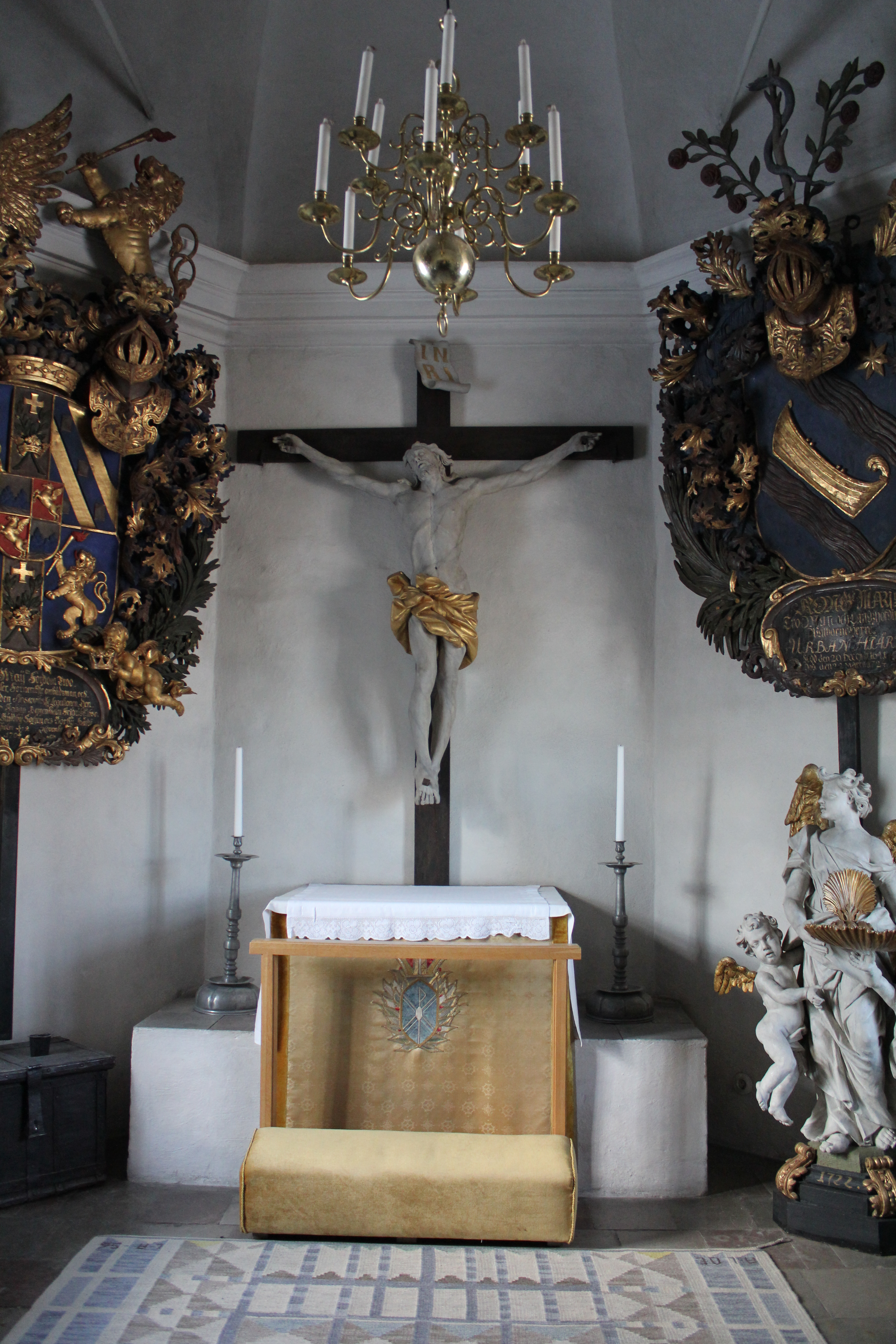
Hjärnes gravkor i Bromma kyrka.

Den ovan nämnde Erlandus Jonæ (1596–1654) är helt historiskt säkerställd. Han var bror till kaplanen Torsten Jonæ Eliander i Järnskog (död 1666) och blev själv prost i Nyen i Ingermanland. Han skrev sig själv aldrig Hjärne men har av andra skrivit namnet så, troligen tog han namnet efter Järnskog som tidigare stavades Hiernskog. Hans hustru var Christina Schmidt vars far skrev sig till Lessna och Nessna, och hennes mor kom från Lüneburg.
Deras dotter Helena blev stammoder till ätten Jägerskiöld, och deras son, den bekante Urban Hjärne, adlades 1689 av Karl XI med bibehållet namn, och introducerades på nummer 1149 samma år. Vapenskölden föreställer en båt och en stjärna, och vapenbeskrivningen hänvisar till "det gamla vapnet" men också till Urban Hjärnes insatser som mineralog och forskare i medicin.
Urban Hjärne var gift tre gånger och fick nio barn i första äktenskapet med Maria Svahn, sju barn i andra äktenskapet med friherrinnan Catharina Elisabeth Bergenhjelm samt nio barn i tredje äktenskapet med Elisabeth Carlsdotter Cederström. Ätten fortlevde på svärdssidan bara från tredje äktenskapet. Döttrar i tidigare äktenskap blev stammödrar till ätterna Adlerheim och Tilas, och flera döttrar gifte sig med medlemmar av släkten Elfving.
Urban Hjärnes son Karl Urban Hjärne, gift med Sofia Kröger, blev far till assessorn Karl Hjärne som med sin hustru brukspatrondottern Hedvig Charlotta Claësson fick sonen geheimerådet Gustaf Hjärne som gick i finsk-rysk tjänst och upptogs som finsk-rysk friherre på Finlands riddarhus på nummer 34. Den finländska friherrliga ätten slöts år 1880 på svärdssidan. Övriga ättlingar till Karl Hjärne stannade i Sverige.
En annan son till Urban Hjärne, Erland Fredrik Hjärne, var bergmästare i Uppland och Västernorrland med advokatfiskalskaraktär, och sedermera assessor i Bergskollegium och sist bergsråd. Han ättelinje slöts ogift generationen därefter. Inte heller sonen Kristian Henrik Hjärnes gren levde vidare.
Urban Hjärnes yngste son riksrådet Gustav Adolf Hjärne upphöjdes till friherre 1762 och greve 1770, men ätten tog aldrig introduktion. Sedan han bara fick två döttrar slöt han sin ättelinje. Ena dottern gifte sig med Michaël von Törne.
En gren av ätten utvandrade till USA där den fortlever. Ätten är fortfarande representerad i Sverige.
I Bromma kyrka uppfördes 1703 ett gravkor för ätten Hjärne.

## Personer med efternamnet Hjärne
- Anna Maria Hjärne
- Carl Urban Hjärne
- Erland Hjärne
- Erland Fredrik Hjärne
- Gustaf Hjärne
- Gustaf Adolf Hjärne
- Gustafva Sofia Hjärne
- Harald Hjärne
- Ida Hjärne
- Johan Hjärne
- Karl-Gustaf Hjärne
- Kristian Henrik Hjärne
- Nadja Hjärne
- Rudolf Hjärne
- Urban Hjärne
- Urban Hjärne (1896–1960)

## Kända släktmedlemmar
- Erlandus Jonae Hjärne (död 1654), kyrkoherde i Nyen, Ingermanland
  - Tomas Hjärne (1638–78), skald, historiker. Son till Erlandus Hjärne
  - Urban Hjärne (1641–1724), läkare, naturforskare, adlad 1689 (nr 1149). Son till Erlandus Hjärne
    - Johan Hjärne (1696–1737), kapten. Son till Urban Hjärne
    - Karl Urban Hjärne (1703–1786), författare, kammarherre. Son till Urban Hjärne
      - Carl Hjärne (1729–1778), son till Karl Urban Hjärne
        - Carl Jacob Hjärne (1767–1847), överste
          - Johan August Hjärne (1811–1893), häradshövding

    - Erland Fredrik Hjärne (1706–1773), bergsråd. Son till Urban Hjärne
    - Kristian Henrik Hjärne (1709–1794), läkare. Son till Urban Hjärne
    - Gustav Adolf Hjärne (1715–1805), greve, riksråd. Son till Urban Hjärne
- Gustav Hjärne (1768–1845), finsk friherre
- Rudolf Hjärne (1815–1884), litteraturhistoriker
- Harald Gabriel Hjärne (1848–1922), historiker, universitetslärare
- Erland Hjärne (1887–1969), historiker
- Karl-Gustaf Hjärne (1892–1987), justitiekansler, regeringsråd
- Urban Hjärne (1896–1960), läkare